# 46-я авиационная дивизия
 46-я авиацио́нная диви́зия  — авиационное воинское соединение Вооружённых сил СССР в Великой Отечественной войне.

## Наименования дивизии
Именуется как 46-я авиационная дивизия, встречаются также наименования дивизии как 46-я смешанная авиационная дивизия,  46-я бомбардировочная авиационная дивизия и 46-я истребительная авиационная дивизия.

## Формирование дивизии
46-я смешанная авиационная дивизия сформирована 12 августа 1940 года на основании Постановления СНК СССР в составе ВВС Московского военного округа .

## Расформирование дивизии
46-я авиационная дивизия 1 марта 1942 года расформирована в составе Военно-воздушных сил Калининского фронта.

## В действующей армии
В составе действующей армии:
- с 22 июня 1941 года по 1 марта 1942 года.

## Командиры дивизии
| Звание    | Имя                           | Период                  | Примечание           |
| --------- | ----------------------------- | ----------------------- | -------------------- |
| полковник | Смирнов Константин Николаевич | 12.08.1940 — 01.11.1941 |                      |
| полковник | Писарский Борис Романович     | 29.06.1941 — 28.08.1941 |                      |
| полковник | Бурдин Анатолий Андрианович   | 29.08.1941 — 22.12.1941 | утонул при переправе |
| полковник | Коновалов Сергей Филиппович   | 23.12.1941 — 01.03.1942 |                      |

## В составе соединений и объединений
| Дата          | Фронт (округ)            | Армия                           | ВВС армии      | Примечания |
| ------------- | ------------------------ | ------------------------------- | -------------- | ---------- |
| 12.08.1940 г. | Московский военный округ | ВВС Московского военного округа | -              | -          |
| 22.06.1941 г. | Московский военный округ | ВВС Московского военного округа | -              | -          |
| 01.07.1941 г. | Юго-Западный фронт       | 12-я армия                      | ВВС 12-й армии | -          |
| 10.07.1941 г. | Западный фронт           | 22-я армия                      | ВВС 22-й армии | -          |
| 01.09.1941 г. | Западный фронт           | ВВС фронта                      | -              | -          |
| 25.12.1941 г. | Калининский фронт        | ВВС фронта                      | -              | -          |
| 01.03.1942 г. | Калининский фронт        | ВВС фронта                      | -              | -          |

## Состав дивизии
| Части                                              | Период                  | Примечание                                                                                        |
| -------------------------------------------------- | ----------------------- | ------------------------------------------------------------------------------------------------- |
| 95-й скоростной бомбардировочный авиационный полк  | 12.08.1940 — 22.06.1941 | Пе-2, в подчинении штаба ВВС Западного фронта                                                     |
| 134-й скоростной бомбардировочный авиационный полк | 12.08.1940 — 11.08.1941 | СБ, в подчинении штаба ВВС Западного фронта                                                       |
| 208-й ближнебомбардировочный авиационный полк      | 12.08.1940 — 04.08.1941 | СБ, Пе-2                                                                                          |
| 169-й истребительный авиационный полк              | 01.09.1940 — 01.03.1941 | И-153, передан в 23-ю сад                                                                         |
| 215-й штурмовой авиационный полк                   | 01.04.1940 — 02.07.1941 | в стадии формирования, 15 И-15бис (1 неисправный) и 10 боеготовых лётчиков, был выведен в Воронеж |
| 99-й ближнебомбардировочный авиационный полк       | 23.06.1941 — 21.08.1941 | СБ, передан в 1-ю раг                                                                             |
| 150-й скоростной бомбардировочный авиационный полк | 15.07.1941 — 14.02.1942 | Ер-2, СБ, выведен в подчинение штаба ВВС Московского военного округа                              |
| 503-й штурмовой авиационный полк                   | 30.12.1941 — 21.03.1942 | Ил-2, в подчинении штаба ВВС Калининского фронта, убыл на пополнение                              |
| 593-й ночной бомбардировочный авиационный полк     | 23.11.1941 — 18.02.1942 | Р-5, убыл на переформирование в Приволжский военный округ                                         |
| 193-й истребительный авиационный полк              | 13.01.1942 — 13.03.1942 | ЛаГГ-3, передан в состав ВВС 31-й армии                                                           |
| 136-й скоростной бомбардировочный авиационный полк | 01.11.1941 — 01.03.1942 | СБ, в подчинении штаба ВВС Юго-Западного фронта                                                   |
| 180-й истребительный авиационный полк              | 09.08.1941 — 25.03.1942 | МиГ-3 и И-16, убыл в 22-й зиап                                                                    |

## Участие в операциях и битвах
- Смоленское сражение.
- Битва за Москву:
  - Ржевско-Вяземская операция — с 8 января 1942 года по 1 марта 1942 года.
  - Сычёвско-Вяземская операция — с 8 января 1942 года по 1 марта 1942 года.

## Отличившиеся воины
- Демченков, Филипп Трофимович, младший лейтенант, командир звена 150-го скоростного бомбардировочного авиационного полка 46-й смешанной авиационной дивизии Военно-воздушных сил Калининского фронта Указом Президиума Верховного Совета СССР от 12 апреля 1942 года удостоен звания Герой Советского Союза. Золотая Звезда № 687.
- Долгушин, Сергей Фёдорович, лейтенант, командир  эскадрильи 180-го истребительного авиационного полка 46-й смешанной авиационной дивизии Военно-воздушных сил Калининского фронта Указом Президиума Верховного Совета СССР от 5 мая 1942 года удостоен звания Герой Советского Союза. Золотая Звезда № 598.
- Макаров Сергей Васильевич, лейтенант, командир звена 180-го истребительного авиационного полка 46-й смешанной авиационной дивизии Военно-воздушных сил Калининского фронта Указом Президиума Верховного Совета СССР от 5 мая 1942 года удостоен звания Герой Советского Союза. Посмертно.
- Фак Фёдор Кузьмич, младший лейтенант, начальник связи эскадрильи 150-го скоростного бомбардировочного авиационного полка 46-й авиационной дивизии Военно-воздушных сил Калининского фронта Указом Президиума Верховного Совета СССР от 5 мая 1942 года удостоен звания Герой Советского Союза. Золотая Звезда № 573.
- Хвостунов Андрей Григорьевич, младший лейтенант, командир звена 150-го скоростного бомбардировочного авиационного полка 46-й авиационной дивизии Военно-воздушных сил Калининского фронта Указом Президиума Верховного Совета СССР от 5 мая 1942 года удостоен звания Герой Советского Союза. Золотая Звезда № 575.

## Другие известные люди, служившие в дивизии
- В 134-м скоростном бомбардировочном авиаполку 46-й авиадивизии на Ар-2 воевал лейтенант Леонид Никитович Хрущёв, сын Н. С. Хрущёва. 27 июля 1941 в районе станции Изоча он был сбит и получил тяжёлое ранение.

## Базирование
| Период               | Аэродромы |
| -------------------- | --------- |
| 08.1940 — 01.07.1941 | Калинин   |